# Wakker in een vreemde wereld
Wakker in een vreemde wereld is het vierde studioalbum van de Nederlandse band De Dijk, uitgebracht op 16 september 1987. Het album is opgenomen en gemixt in de Wisseloord Studio's te Hilversum tijdens het voorjaar en de zomer van 1987. De teksten van alle nummers zijn geschreven door Huub van der Lubbe.

## Hoes
De voorkant van het hoesontwerp bestaat uit een tekening van bandlid Nico Arzbach.

## Nummers
| Nr. | Titel                        | Schrijver(s)                                          | Duur |
| --- | ---------------------------- | ----------------------------------------------------- | ---- |
| 1.  | Wakker in een vreemde wereld | Huub van der Lubbe                                    | 3:09 |
| 2.  | Blanke man                   | Huub van der Lubbe, Hans van der Lubbe, Antonie Broek | 4:43 |
| 3.  | Onderuit                     | Huub van der Lubbe, Pim Kops                          | 5:13 |
| 4.  | Dansen op de vulkaan         | Huub van der Lubbe, Hans van der Lubbe, Antonie Broek | 4:28 |
| 5.  | Mag het licht uit            | Huub van der Lubbe, Nico Arzbach                      | 4:20 |

| Nr. | Titel                          | Schrijver(s)                                | Duur |
| --- | ------------------------------ | ------------------------------------------- | ---- |
| 1.  | Laat me eruit mama             | Huub van der Lubbe, Pim Kops, Antonie Broek | 2:59 |
| 2.  | Sam Strong                     | Huub van der Lubbe, Hans van der Lubbe      | 4:06 |
| 3.  | Wat heb ik al die tijd gedaan? | Huub van der Lubbe, Nico Arzbach            | 4:17 |
| 4.  | Pure liefde, echte liefde      | Huub van der Lubbe, Pim Kops                | 3:00 |
| 5.  | Gratis diamanten               | Huub van der Lubbe, Hans van der Lubbe      | 4:37 |
| 6.  | Stupid guy                     |                                             | 2:17 |